# Gaillard (Haute-Savoie)
Gaillard ist eine französische Gemeinde im Département Haute-Savoie in der Region Auvergne-Rhône-Alpes.

## Geographie
Gaillard liegt auf 420 m, etwa zwei Kilometer westsüdwestlich von Annemasse und 5 km ostsüdöstlich der Stadt Genf (Luftlinie). Die Gemeinde erstreckt sich auf dem Plateau zwischen den Talniederungen der Arve im Süden und des Foron im Norden, am Stadtrand von Annemasse, in unmittelbarer Nähe der Grenze zur Schweiz.
Die Fläche des 4,02 km² großen Gemeindegebiets umfasst einen Abschnitt im unteren Arvetal. Die südliche Grenze verläuft entlang der Arve, die hier in einer rund 1 km breiten Talniederung am Nordfuß des Salève fließt. Vom Flusslauf erstreckt sich das Gemeindeareal nordwärts über den Talboden und einen rund 20 m hohen Steilhang auf das Plateau von Gaillard. Hier wird mit 425 m die höchste Erhebung der Gemeinde erreicht. Die nördliche Abgrenzung (französisch-schweizerische Staatsgrenze) bildet der leicht mäandrierende Foron, der am äußersten Westrand von Gaillard in die Arve mündet.
Zu Gaillard gehören neben dem ursprünglichen Dorf zahlreiche neue Wohn- und Gewerbequartiere sowie die Siedlung Vernaz (405 m) am Rand des Arvetals. Nachbargemeinden von Gaillard sind Ambilly und Annemasse im Osten, Étrembières im Süden, sowie die schweizerischen Gemeinden Veyrier und Thônex im Nordwesten.

## Geschichte
Der Ursprung von Gaillard geht auf Château-Gaillard zurück, einen befestigten Flecken, der im späten 13. Jahrhundert von den Grafen von Genf gegründet wurde, um den östlichen Zugang zur Stadt Genf zu kontrollieren. Im Jahre 1444 kam das Gebiet an Savoyen. Im Anschluss an die Eroberung durch Bern war Gaillard nach 1536 vorübergehend Mittelpunkt einer Vogtei.
Bis 1816 war Gaillard Teil der Großgemeinde Chêne-Thônex. Danach kam diese Gemeinde an den schweizerischen Kanton Genf, während das Gebiet südöstlich des Foron mit Gaillard abgespaltet wurde und zum Königreich Sardinien gelangte. Kurz darauf wurden 1818 die Gemeinden Ambilly und Gaillard zur neuen Gemeinde Ambilly-Gaillard zusammengelegt, 1843 jedoch wieder getrennt.

## Bevölkerung
| Jahr                       | 1962 | 1968 | 1975 | 1982 | 1990 | 1999 | 2004   |
| Einwohner                  | 4568 | 6233 | 9027 | 9079 | 9592 | 9949 | 11.346 |
| Quellen: Cassini und INSEE |      |      |      |      |      |      |        |

Mit 11.054 Einwohnern (Stand 1. Januar 2022) gehört Gaillard zu den großen Gemeinden des Département Haute-Savoie. Markante Zuwachsraten bezüglich der Einwohnerzahl wurden vor allem während der 1960er und der 1970er Jahre verzeichnet. Das Siedlungsgebiet von Gaillard ist lückenlos mit demjenigen von Annemasse, Ambilly und Thônex zusammengewachsen.

## Wirtschaft und Infrastruktur
Gaillard war bis zu Beginn des 20. Jahrhunderts ein vorwiegend durch die Landwirtschaft geprägtes Dorf. Seit den 1950er Jahren entwickelte es sich rasch zu einem Wohnvorort von Annemasse und Genf. Heute gibt es zahlreiche Betriebe des Klein- und Mittelgewerbes sowie Bau- und Handelsfirmen und Unternehmen des Dienstleistungssektors. Eine große Gewerbezone entstand in den letzten 20 Jahren im Arvetal. Ebenfalls im Arvetal gibt es Ackerbau und Gärtnereien.
Die Ortschaft ist verkehrsmäßig gut erschlossen. Sie liegt nahe der Hauptstraße, die von Annemasse nach Genf führt. Der nächste Anschluss an die Autobahn A411, welche das Gemeindegebiet durchquert, befindet sich in einer Entfernung von rund einem Kilometer. Auch die Zollanlagen liegen teilweise auf dem Gebiet von Gaillard.

## Sport
Die Gemeinde hat durch den FC Évian Thonon Gaillard landesweite Bekanntheit bekommen, der 2011 in die höchste französische Fußballliga aufgestiegen ist und aktuell in der Ligue 2 spielt, seine Spiele allerdings schon seit 2005 nicht mehr in Gaillard austrägt.